# Kendra Hubbard
Kendra Hubbard (* 29. September 1989) ist eine australische Sprinterin, die sich auf den 400-Meter-Lauf spezialisiert hat.

## Sportliche Laufbahn
Erste internationale Erfahrungen sammelte Kendra Hubbard im Jahr 2010, als sie bei den Ozeanienmeisterschaften in Cairns in 24,51 s die Silbermedaille im 200-Meter-Lauf hinter Toea Wisil aus Papua-Neuguinea gewann und auch mit der australischen 4-mal-100-Meter-Staffel in 47,33 s die Silbermedaille hinter Papua-Neuguinea gewann. 2021 startete sie dann mit der australischen 4-mal-400-Meter-Staffel bei den Olympischen Sommerspielen in Tokio und schied dort mit 3:30,61 min in der Vorrunde aus. 

## Persönliche Bestleistungen
- 200 Meter: 23,74 s (+0,7 m/s), 27. Januar 2018 in Canberra
- 400 Meter: 53,23 s, 17. Juli 2021 in Cairns